# كيلي وايت (لاعبة هوكي الحقل)
كيلي وايت (بالإنجليزية: Kellie White) هي لاعب هوكي الحقل أسترالية، ولدت في 15 يوليو 1991 في Crookwell, New South Wales ‏ في أستراليا.

## روابط خارجية
- كيلي وايت على موقع اتحاد ألعاب الكومنولث (مؤرشف) (الإنجليزية)